# Краснооктябрьский (Кировская область)
 Краснооктябрьский  — поселок в Кумёнском районе Кировской области в составе Вожгальского сельского поселения.

## География
Расположен на расстоянии примерно 14 км на восток-северо-восток от районного центра поселка Кумёны на запад от села Вожгалы.

## История
Известен с 1670 года как починок у Быстрицы реки с 1 двором, представлял вотчину Никольской соборной церкви, позже архиепископа Вятского и Великопермского, в 1764 году (уже починок Кабановский) 16 жителей, в 1802 10 дворов. В 1873 году здесь (починок Кабановский или Казенная) дворов 15 и жителей 115, в 1905 (деревня Кабановский или Казенная) 14 и 76, в 1926 (Казенная или Кабановский) 24 и 135, в 1939 числится как коммуна Красный Октябрь, в 1950 (Козенная) хозяйств 93 и жителей 232, в 1989 950 жителей. Современное название закрепилось с 1978 года. Сюда из деревни Чекоты в 1929 году переведена центральная усадьба колхоза «Красный Октябрь». Ныне здесь центр СПК «Племзавод «Красный Октябрь». Имеется Воскресенская церковь в руинированном виде.

## Население
Постоянное население составляло 979 человек (русские 93%) в 2002 году, 917 в 2010.